# Robin Hood (pel·lícula del 2018)
Robin Hood és una pel·lícula estatunidenca d'acció-aventura dirigida per Otto Bathurst i escrita per Ben Chandler i David James Kelly, i basada en el conte de Robin Hood. Les estrelles de la pel·lícula Taron Egerton, Jamie Foxx, Ben Mendelsohn, Eve Hewson, Tim Minchin, i Jamie Dornan. Serà estrenada per Lionsgate el 21 de novembre de 2018. S'ha doblat al català.

## Repartiment
- Taron Egerton en el paper de Robin de Loxley / El Hood, l'amant de Marian, l'aprenent de John (Jamie Foxx) i l'enemic del Xèrif de Nottingham
- Jamie Foxx en el paper de Yahya / John, el mentor de Robin
- Ben Mendelsohn en el paper de Xèrif de Nottingham, l'enemic de Robin
- Eve Hewson interpretant a Marian, l'amant de Robin i la muller de Will Tillman
- Tim Minchin interpretant a el frare Entafora
- Jamie Dornan interpretant a Will Tillman, marit de Marian
- F. Murray Abraham interpretant aEl Cardenal
- Paul Anderson interpretant a Xicot de Gisborne
- Josh Herdman interpretant a Righteous
- Cornelius Booth interpretant a Senyor Pembroke
- Björn Bengtsson interpretant a Tydon

## Producció
El projecte va ser primerament anunciat el 26 de febrer de 2015, quan es va donar a conèixer un tercer guió de Robin Hood escrit per Joby Harold, el qual produiria l'Appian Way de Leonardo DiCaprio. Ja hi hi havia dos guions fent-se: un de Disney amb el títol de Nottingham & Hood i un altre de Sony titulat Hood. S'esperava que Sony agafés aquest guió per tal de fusionar-lo amb el seu projecte. Lionsgate va adquirir els drets de distribució de la pel·lícula el 19 de març de 2015. Per llavors el títol de la pel·lícula era Robin Hood: Origins. El 4 de juny de 2015, Lionsgate va escollir a Otto Bathurst com a director de la pel·lícula, la qual DiCaprio i Jennifer Davisson Killoran, d'Appian Way, produirien juntament amb Harold i Tory Tunnell, de Safehouse Pictures. El 31 de juliol de 2015, Deadline Hollywood va revelar que diversos actors estaven interessats pel paper principal, incloent Taron Egerton, Jack Huston, Jack Reynor, i Dylan O'Brien. Basil Iwanyk també produïria la pel·lícula a través de Thunder Road Pictures.  Més tard, el 6 d'agost de 2015 es va comunicar que Egerton era el possible candidat pel paper i que fins i tot ja havien mantingut les primeres converses amb l'estudi; tot i això es preveia que aquest refusés el paper protagonista per culpa de problemes d'agenda donats per la seqüela de Kingsman: El Servei Secret. El 30 de setembre de 2015, The Hollywood Reporter va anunciar que finalment Taron Egerton signaria pel paper principal, començant així les gravacions el febrer de 2016. Però degut als problemes de calendari de l'actor, a mitjans d'octubre els dos estudis van acordar que Liongate començaria la producció de Robin Hood just després que Egerton acabés Kingsman, cap a finals d'estiu. El 15 d'octubre de 2015, Eve Hewson va ser escollida entre més de 100 pel paper de Marian.
L'11 de gener de 2016 es va anunciar que Jamie Foxx formaria part de l'elenc defensant el paper de Little John, el líder del grup de deliqüents Merry Men. El 19 de setembre 2016 es va informar que el paper de Will Scarlet seria interpretat per Jamie Dornan, mig germà de Hood, membre dels Merry Man i marit de Marian. El novembre de 2016 es va anunciar que el títol de la pel·lícula seria Robin Hood, i que Paul Anderson hi participaria sota la idea dels directors d'encarnar un personatge una mica obscur. El 13 de desembre Ben Mendelson hauria sigut l'escollit per interpretar al xèrif de Nottigham. El 14 de febrer de 2017, es va anunciar que Tim Michin encarnaria el personatge del Frare Tuck.

### Filmació
La filmació va començar el 20 de febrer de 2017 sota diverses localitzacions com Dubrovnik, Croàcia, i a Le Raincy, França. Les filmacions van concloure el 19 de maig.

## Estrena
Està planificat que Robin Hood s'estreni als Estats Units en estàndard i als teatres d'IMAX pel Summit Entertainment de Lionsgate el 21 de novembre de 2018. La pel·lícula en un principi s'havia d'estrenar el 23 de març de 2018, però el novembre 2016 es va modificar la data d'estrena pel novembre de 2018. 

### Projeccions d'oficina de la caixa
En els Estats Units i Canadà, Robin Hood s'estrenarà juntament amb II de Credo i Ralph Trenca l'Internet, així com l'expansió ampla de Llibre Verd, i és projectat a brut al voltant 17$ milions en la seva obertura de cinc dies cap de setmana.